# Holographic Universe
Holographic Universe is het derde album van de Zweedse melodieuze-deathmetalband Scar Symmetry, uitgebracht in 2008 door Nuclear Blast. Het is het laatste album met zanger Christian Älvestam.

## Afspeellijst
1. "Morphogenesis" − 3:54
2. "Timewave Zero" − 5:13
3. "Quantumleaper" − 4:09
4. "Artificial Sun Projection" − 4:00
5. "The Missing Coordinates" − 4:37
6. "Ghost Prototype I - Measurement of Thought" − 4:35
7. "Fear Catalyst" − 5:03
8. "Trapezoid" − 4:17
9. "Prism and Gate" − 3:46
10. "Holographic Universe" − 9:05
11. "The Three-Dimensional Shadow" − 3:57
12. "Ghost Prototype II - Deus Ex Machina" − 6:03

## Bandbezetting
- Christian Älvestam - zanger
- Jonas Kjellgren - gitarist
- Per Nilsson - gitarist
- Kenneth Seil - bassist
- Henrik Ohlsson - drummer